# FC Dynamo Bryansk
El FC Dynamo Bryansk (en ruso: Футбольный клуб Динамо Брянск) es un club de fútbol ruso de la ciudad de Briansk. Fue fundado en 1931 bajo el amparo de la sociedad Dinamo de la ciudad de Briansk, disputa sus partidos como local en el Estadio Dinamo y compite en la Segunda División de Rusia, tercera categoría nacional.
En 2012 perdió el estaus de equipo profesional y abandonó la Primera División de Rusia.